# Pareiorhina rudolphi
Pareiorhina rudolphi és una espècie de peix de la família dels loricàrids i de l'ordre dels siluriformes.

## Morfologia
- Els mascles poden assolir 4,5 cm de longitud total.[1][2]

## Hàbitat
És un peix d'aigua dolça i de clima tropical (21 °C-25 °C).

## Distribució geogràfica
Es troba a Sud-amèrica.